# Sophie de Montferrat
Sophie de Montferrat (ou Sophia Palaiologina; décédée le 21 août 1434) était une impératrice byzantine, épouse de l'empereur Jean VIII Paléologue.

## Biographie
Sophie était la fille de Théodore II Paléologue, marquis de Montferrat, et de sa seconde épouse, Jeanne de Bar. A travers son père, elle était une parent de la dynastie des Paléologues qui régnait à l'époque sur l'Empire byzantin.
Le 26 janvier 1404, Sophia est fiancée à Philippe Marie Visconti, un fils de Jean Galéas Visconti, duc de Milan et de sa seconde épouse, Caterina Visconti, mais le contrat de mariage est finalement rompu.
Le 19 janvier 1421, Sophie épouse Jean VIII Paléologue. Celui-ci est le fils aîné et seul enfant survivant de Manuel II Paléologue et Hélène Dragaš. Il codirige à l'époque l'empire avec son père. Le mariage de Marie et de Jean est mentionné dans les chroniques de deux écrivains, Doukas et Georges Sphrantzès . Sphrantzès indique que la cérémonie eut lieu dans la basilique Sainte-Sophie.
Avant le mariage, l'empereur Manuel envoya préalablement Nicolas Eudaimonoioannes en tant qu'ambassadeur au Concile de Constance, afin d'obtenir la permission du pape pour ce mariage, car un problème persistait autour de la conversion de la future mariée, qui était catholique, à l'Église Orthodoxe orientale. L'autorisation fut finalement accordée par le pape Martin V.
Bien que Sophie ait été une impératrice particulièrement pieuse, malheureusement pour son mariage, elle est considérée comme peu attractive au regard des normes de son temps. Doukas la décrit comme "Carême devant et Pâques derrière",. Jean VIII, peu satisfait de ce mariage, fait tout son possible pour l'éviter. Par conséquent, Sophie passe le plus clair de son temps à Constantinople, isolée de son mari.
Le 21 juillet 1425, Manuel II mourut et Jean VIII lui succéda. Sophia remplaça sa belle-mère en tant qu'impératrice senior. Sphrantzès indique cependant qu'en août 1426, Sophie « s'enfuit de Constantinople et retourna dans son pays natal ». Un peu plus d'un an plus tard, Jean VIII épousa Marie de Trébizonde. Sophie ne se remaria jamais et mourut huit ans plus tard.

## Sources
- (en) Cet article est partiellement ou en totalité issu de l’article de Wikipédia en anglais intitulé « Sophia of Montferrat » (voir la liste des auteurs).
- Doukas, Historia Bizantina
- George Sphrantzes, Chroniques
- D. M. Nicol, Les Derniers siècles de Byzance 1261-1453, Cambridge University Press, 1993
- A. A. Vasiliev, Histoire de l'Empire byzantin, 324-1453, University of Wisconsin Press, 1958